# Vrouw met een dienstmeid
Vrouw met een dienstmeid (Frans: Jeune femme et sa servante) is een schilderij van Pieter de Hooch dat hij rond 1675 maakte. Het kwam in 1873 in de collectie van het Museum voor Schone Kunsten in Rijsel door een schenking van Alexandre Leleux, eigenaar van de regionale krant L'Echo du Nord.

## Voorstelling
Gezeten op een stoel voor het raam in een burgerlijk interieur maakt de vrouw des huizes twee kolen klaar voor de maaltijd. Haar dienstmeid staat op het punt om boodschappen te gaan doen en krijgt de laatste instructies. Op de voorgrond loopt een kleine hond door de kamer. De met marmer geplaveide vloer zorgt voor een perspectief dat het oog van de toeschouwer naar de achterkant van de kamer leidt waar een open raam uitzicht biedt op een kanaal, een brug en een stad. Het warme licht dat het interieur overspoelt, valt door dit raam naar binnen.
Zo'n doorkijkje naar buiten of naar een kamer op de achtergrond, door een raam of door een deuropening, is typisch voor De Hooch. Het stelde de schilder in staat om diepte in de ruimte te construeren, maar ook om het licht naar binnen te brengen dat de jonge vrouw in het midden van de compositie omhult en de bediende in de diepte achterlaat.
Het schilderij behoort tot de late werken van De Hoogh. In die periode moet de schilder vaak in contact zijn gekomen met de welgestelde kringen van Amsterdam, want op zijn schilderijen komen vaak elegante  interieurs voor. Op Vrouw met een dienstmeid is dit bijvoorbeeld te zien aan de vloer, het behang van leer en de rijke kleding en sieraden van de vrouw.